# Bruce Kelly
Bruce Rodney Kelly (Wrens, 8 dicembre 1948 – New York, 21 gennaio 1993) è stato un architetto del paesaggio statunitense noto soprattutto per la sua attività di recupero e riqualificazione di Central Park a New York.

## Biografia
Bruce Kelly nacque nel 1948 a Wrens, nello Stato della Georgia. Studiò architettura del paesaggio all'Università della Georgia, dove ottenne un bachelor's degree nel 1971 discutendo una tesi di laurea scritta a quattro mani con David Varnell il cui tema era un masterplan per la città di Washington nello Stato della Georgia; successivamente studiò conservazione storica alla Columbia University di New York, dove si laureò con un master's degree nel 1973. Durante il periodo degli studi si appassionò al lavoro di Frederick Law Olmsted, il principale progettista di Central Park a New York. Fra il luglio e il settembre del 1974 Kelly partecipò come disegnatore tecnico agli scavi archeologici promossi dall'American Academy di Roma presso l'antica colonia romana di Cosa in Toscana.
Tornato a New York alla fine del 1974, Kelly iniziò a lavorare per la Central Park Task Force, un'organizzazione non a scopo di lucro fondata per riqualificare Central Park, che fin dagli anni '60 versava in stato di degrado molto grave; l'organizzazione ha cambiato nome nel 1980 in Central Park Conservancy e dal 1998 gestisce il parco.
Nel 1977 Kelly fondò il suo studio Bruce Kelly Associates e ricevette dalla Central Park Task Force l'incarico di compilare l'inventario completo delle specie vegetali presenti nel parco, attività che non veniva più svolta da decenni. L'inventario venne portato a termine fra il 1982 e il 1985 e fu usato come base per la stesura del masterplan dei lavori di risanamento del parco portati avanti dalla direttrice del parco Elizabeth Barlow, come illustrato nel volume antologico del 1985 Rebuilding Central Park: A Management and Restoration Plan.
Nell'ottobre del 1981 si aprì al Metropolitan Museum of Art di New York la mostra Art of the Olmsted Landscape curata da Bruce Kelly e Gail Guillet; la mostra e il suo catalogo, diventato nel tempo un noto testo accademico, consolidarono la reputazione di Kelly come esperto di Olmsted. Nello stesso mese Kelly ricevette inoltre la licenza per lavorare come architetto del paesaggio nello Stato di New York: fra i suoi primi progetti vi è quello per Strawberry Fields Memorial, l'area di Central Park dedicata a John Lennon e progettata da Kelly in collaborazione con la vedova Yōko Ono su iniziativa di quest'ultima. Il progetto diede grande visibilità a Kelly e resta tuttora il suo lavoro più noto.
Nel marzo del 1986 Kelly iniziò la sua collaborazione professionale con David Varnell, suo compagno di corso e co-laureando all'Università della Georgia, con cui firmò numerosi masterplan e progetti per spazi pubblici, oltre a numerosi privati spazi privati per committenti dell'alta società. Nel 1988 lo scrittore James Baily scrisse che Kelly lavorava «ai più elevati livelli del settore privato, incaricandosi di elaborati progetti di giardini per clienti quali Mary Morgan, Carolyne Roehm e Henry Kravis, Yoko Ono, Saul e Gayfryd Steinberg e dozzine di altri. Era un buon periodo per essere Bruce Kelly». Allo stesso periodo a cavallo fra la fine degli anni '80 e l'inizio degli anni '90 del XX secolo appartengono altre commissioni prestigiose come quelle dei giardini per le residenze di Angier Biddle Duke a Southampton e di Ashton Hawkins sull'sola di Patmo nonché il restauro dei giardini di Palazzo Albrizzi a Venezia.
Bruce Kelly morì nel 1993 a 44 anni di AIDS. Varnell continuò le attività iniziate da Kelly concludendo alcuni progetti come il memoriale di Eleanor Roosevelt a Riverside Park, inaugurato nell'ottobre 1996. Nel 2000 lo studio cambiò nome in Kelly Varnell Virgona.

## Opere principali
La lista è incompleta, soprattutto per quanto riguarda l'attività particolarmente ricca di Kelly dentro Central Park, e le date si riferiscono solo all'anno di completamento dell'opera.

### Central Park
- 1985 - Strawberry Fields Memorial
- 1987 - James Michael Levin Playground
- 1987 - Ristrutturazione dell'area Dene e della sua summerhouse
- 1989 - Ristrutturazione dello Shakespeare Garden

### Altro
- 1985 - Masterplan per l'arboretum presso Cazenovia Park–South Park System, Buffalo
- 1989 - Progetto di sviluppo di Forest Park, Saint Louis
- 1991 - Perennial Garden, Rusk Institute of Rehabilitation Medicine, New York
- 1993 - Ristrutturazione del The Hermitage, Ho-Ho-Kus
- 1995 - Boulevard East Promenade e aree limitrofe, Weehawken
- 1996 - Memoriale di Eleanor Roosevelt a Riverside Park, New York

## Galleria d'immagini

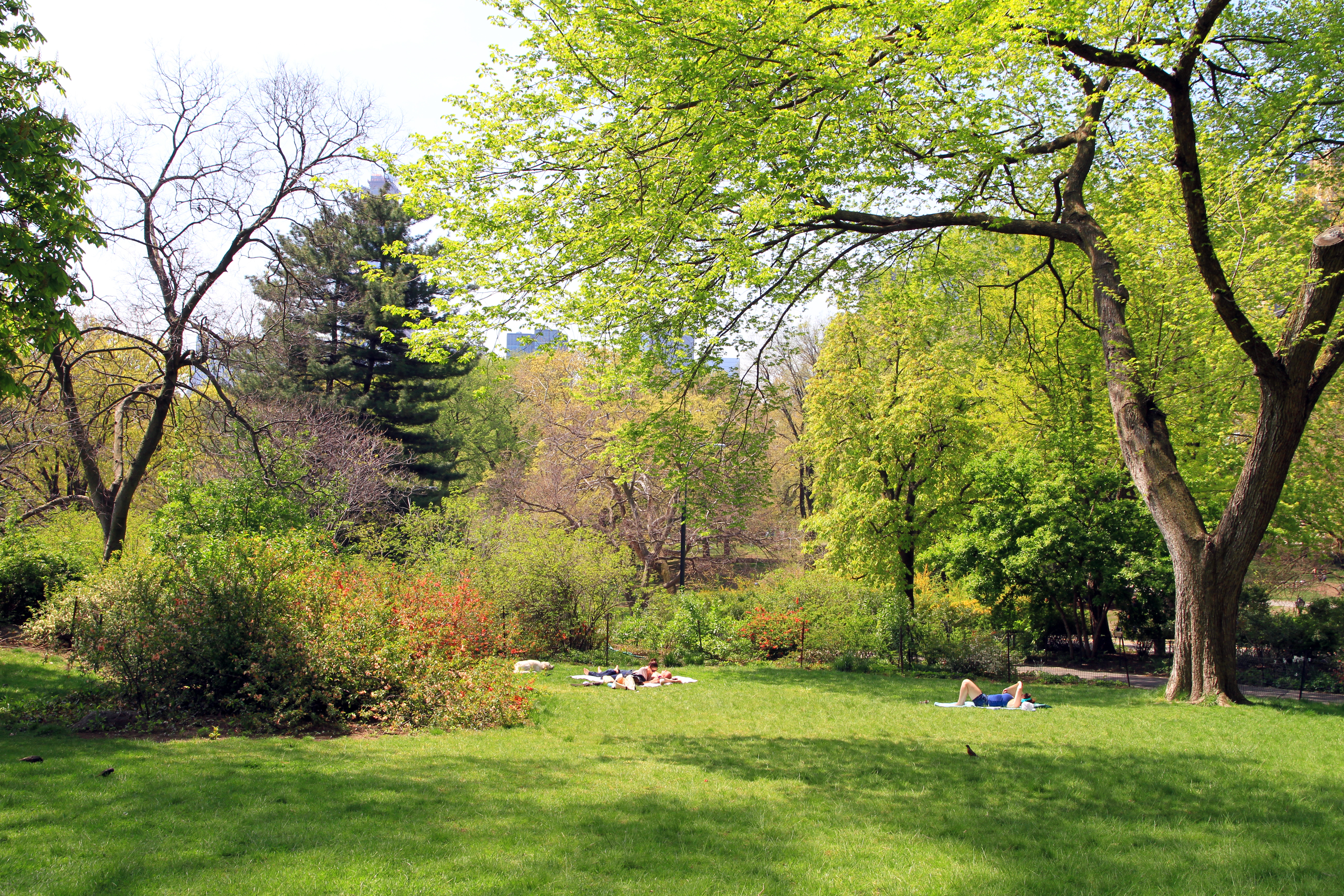
Uno scorcio di Strawberry Fields Memorial a Central Park.
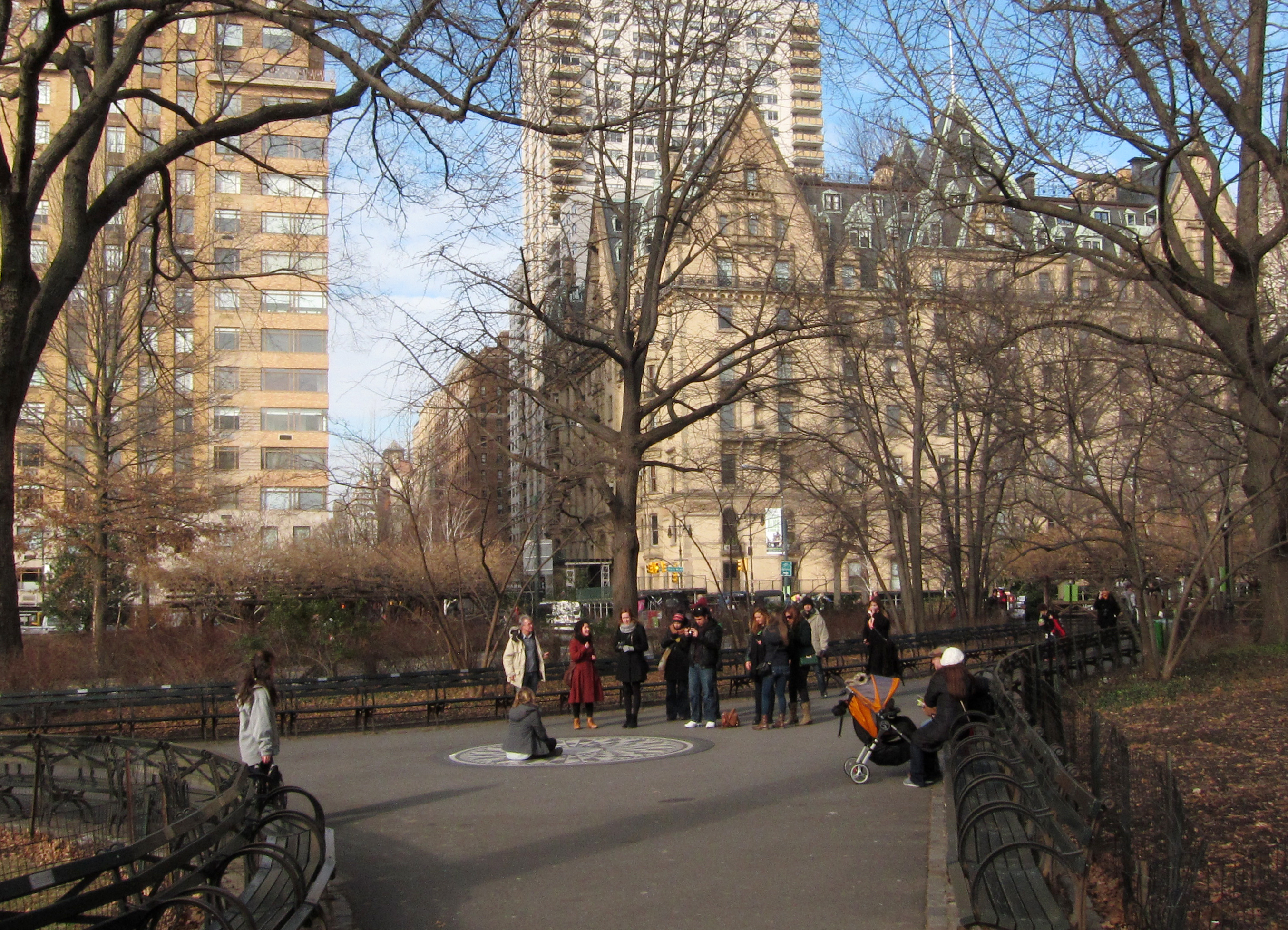
La biforcazione stradale dove si trova il mosaico-memoriale a John Lennon presso Strawberry Fields Memorial, inaugurato il 9 ottobre 1985. Sullo sfondo è visibile il Dakota Building.
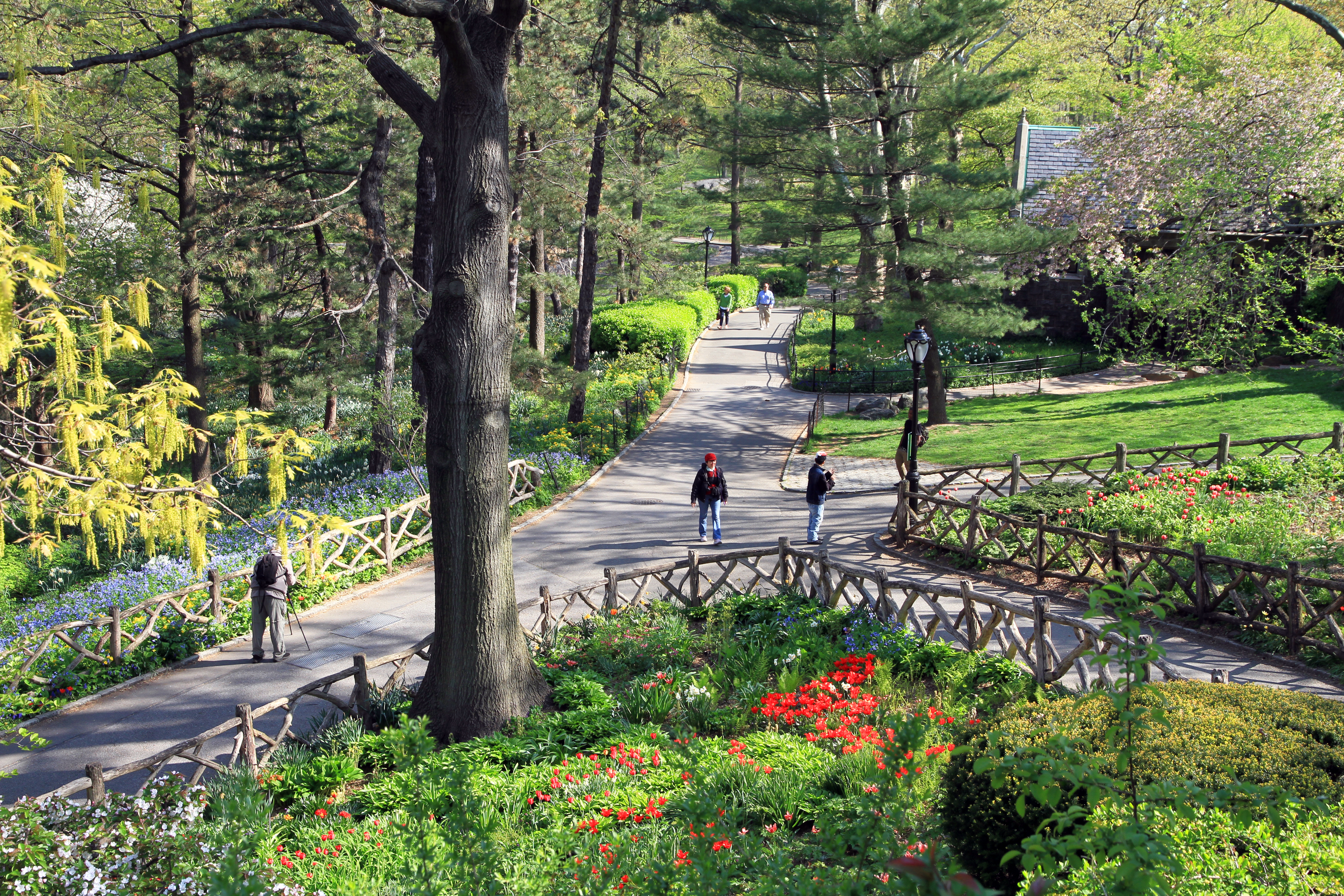
Shakespeare Garden a Central Park, inaugurato il 2 giugno 1989.
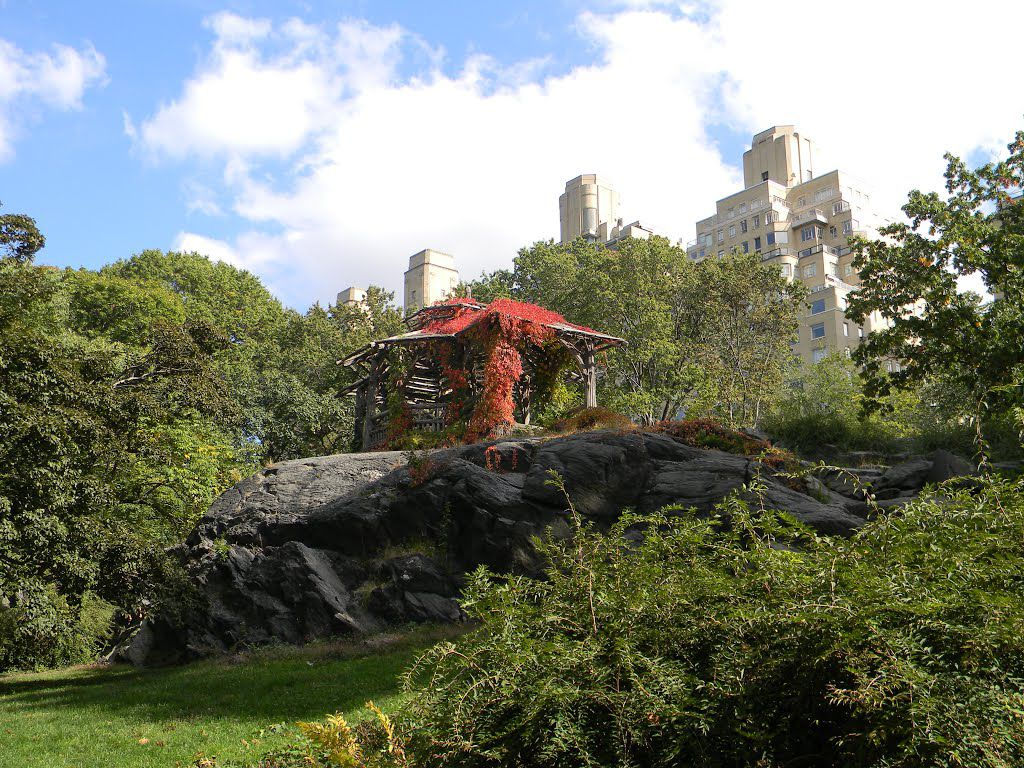
L'area Dene con la summerhouse a Central Park.